# Zelený záblesk

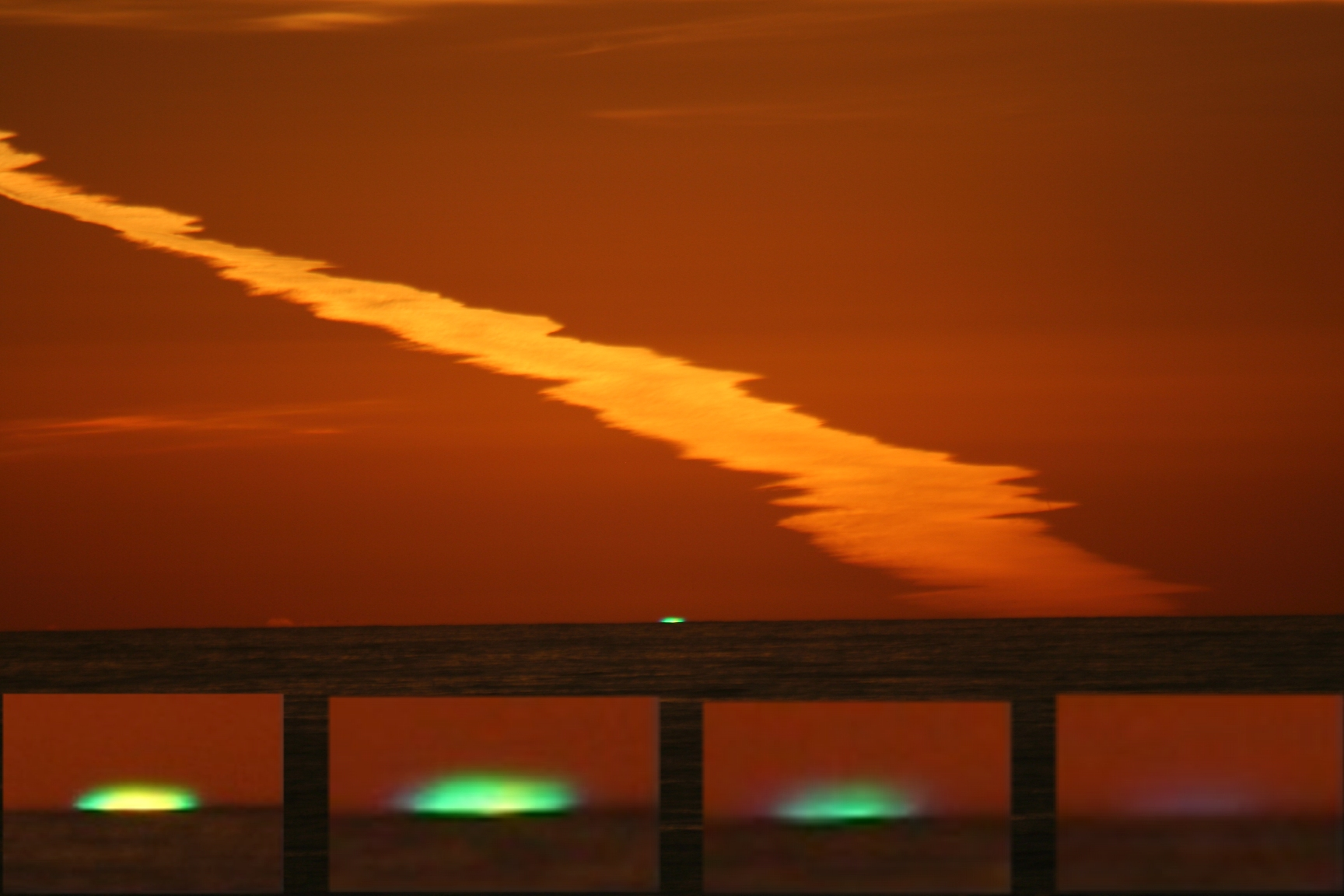
Části zeleného záblesku

Zelený záblesk nebo také zelený paprsek je skupina přírodních optických jevů, které se objevují při západu Slunce nebo při jeho východu. Během krátkého časového intervalu je možno zahlédnout zelené světlo nad Sluncem.
Tento jev se hlavně projevuje při čisté obloze a horizontu. Právě námořníci, po dlouhých měsících na moři, byli častými svědky tohoto úkazu. Záznamy o tomto úkazu se objevovaly již okolo roku 1600, ale staly se běžnější záležitostí po častějších a dlouhých plavbách na moři a polárních expedicích.
Údajně již starověcí Egypťané psali příběhy o kouzelné síle zeleného světla a touto barvou zobrazovali i podsvětního boha Usira, který byl spojován se smrtí i znovuzrozením. Měli za to, že Slunce je v době mezi západem a východem zelené, což egyptolog William Groff považoval za nejstarší záznam pozorování astronomického jevu.
Jeden mýtus o zeleném záblesku vytvořil Jules Verne. V románu Zelený paprsek tvrdil, že se jedná o starou skotskou legendu, ve které každý, kdo jej jednou spatřil, vidí jasně do svého srdce i do srdcí ostatních; žádná taková legenda ale do té doby nebyla známa. 

## Fyzikální charakteristika
Zelený záblesk je způsoben rozdílnou hustotou vzduchu ve vrstvách atmosféry Země, které se chovají jako hranol a lámou světlo. Když Slunce téměř zapadne, dojde k tomu, že se zelená část spektra světla ze Slunce zakřiví více než červená a díky tomu červená část již není vidět, zatímco zelenou část spektra vidět lze. Modrá část spektra obvykle není viditelná v důsledku Rayleighova rozptylu, navíc je i slaběji vnímána, ale zcela výjimečně přesto dochází k modrému záblesku.
Je popsáno několik různých projevů, lišících se barvami, tvarem a dobou trvání. Ty nastávají různě často, v závislosti na podmínkách zvrstvení a místě pozorování. Mechanismus některých vzácnějších není doposud dostatečně objasněn.